# Naughty by Nature

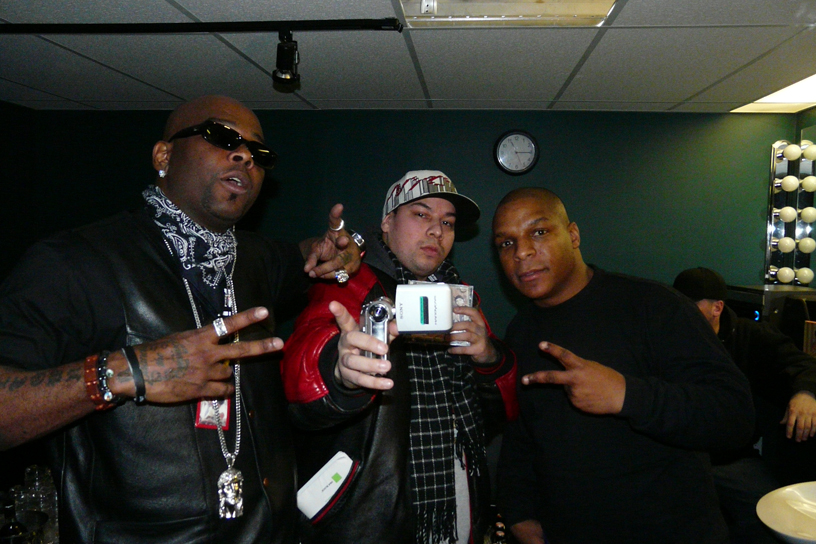
Naughty by Nature in 2009

Naughty By Nature is een Amerikaans hiphop-trio, opgericht in 1991. De groep, bestaande uit Treach, Vin Rock en DJ Kay Gee, ontstond in East Orange (in de jaren 80' bekend als Illtown) in de staat New Jersey. In 1989 verscheen het trio voor het eerst op het muzikale toneel, toen nog onder de naam The New Style, met het album Independent Leaders. Na de eerste single uit dat album Scuffin those knees werd het drietal ontdekt door Queen Latifah en veranderde hun naam in Naughty By Nature.

## Beginjaren
Hun eerste grote hit was O.P.P. (Other Peoples Property), waarvoor een sample gebruikt werd van ABC, een hit van Jackson 5. De single werd uitgebracht in 1991, en is terug te vinden op het ongetitelde album Naughty By Nature. Ook de single Ghetto Bastard komt van datzelfde album. 
In 1991 werd Naughty By Nature aangeklaagd door Tony D, die beweerde dat de groep een sample van hem zou gestolen hebben voor O.P.P.. De zaak werd buiten de rechtszaal geregeld.
Naughty By Nature bracht ondertussen hun derde en vierde album uit, 19 Naughty III en Poverty's Paradise. 
Uit het album 19 Naughty III komt de succesvolste single van de groep, Hip Hop Hooray. De videoclip voor deze single werd geregisseerd door Spike Lee, en er waren andere hiphopartiesten in te zien, zoals Queen Latifah, Eazy-E, Run DMC en Kris Kross. Ook het nummer Uptown Anthem, dat gemaakt was voor de film Juice met 2Pac,  werd een groot succes.

## Het einde
De groep richtte later ook zijn eigen platenlabel op, Illtown Records, dat label heeft nauw samengewerkt met artiesten als Zhane en Next.
In 2000 besloot DJ Kay Gee om de groep te verlaten. De reden was een ruzie over geld met Treach. In 2006 kwam de groep terug bij elkaar, tijdens een optreden in BB Kings nachtclub.
Ze zouden nu samenwerken aan hun volgende album.

## DJ Kay Gee
Na de breuk met Naughty By Nature begon DJ Kay Gee zijn eigen platenlabel, genaamd Divine Mill. Opgericht in 2000, heeft dit platenlabel heel wat succes. Het label werkte samen met o.a. Jaheim, Next, Charlie Wilson, Eazy-E, Luther Vandross, Mary J. Blige, Aaliyah, Stacie Orrico en vele anderen.

## Albums
- Independent Leaders (1989) (onder de naam The New Style)
- Naughty By Nature (1991)
- 19 Naughty III (1993)
- Poverty's Paradise (1995)
- Nineteen Naughty Nine: Nature's Fury (1999)
- Ilcons (2002)

## Compilaties
- Nature's Finest:Naught By Nature's Greatest Hits (1999)
- Greatest Hits: Naughty's Nicest (2003)

## Singles
- "Everything's Gonna Be Alright"/"O.P.P (Live)" (1991)
- "O.P.P."/"Wickedest Man Alive" (1991)
- "Guard Your Grill"/"Uptown Anthem" (1992)
- "It's On"/"Hip Hop Hooray (Pete Rock Remix)" (1993)
- "Hip Hop Hooray"/"The Hood Comes First" (1993)
- "Written On Ya Kitten"/"Klickow-Klickow" (1993)
- "Clap Yo Hands" (1995)
- "Craziest" (1995)
- "Feel Me Flow"/"Hang Out And Hustle" (1995)
- "Mourn You Till I Join You"/"Nothing To Lose" (1997)
- "Jamboree"/"On The Run" (1999)
- ""Feels Good"/"Rah Rah" (2002)